# Guyanai labdarúgó-bajnokság (első osztály)
A GFF National Super League a guyanai labdarúgó-bajnokságok legfelsőbb osztályának elnevezése, melyet 10 csapat részvételével rendeznek meg minden évben. 
A bajnok a CONCACAF-bajnokok ligájában és a CFU-bajnokságban indulhat.

## A 2016–17-es bajnokság résztvevői
- Bakewell Top XX
- Buxton United
- Fruta Conquerors
- Defence Force
- Monedderlust
- Victoria Kings

## Az eddigi bajnokok
Bajnokságok sorrendben:
| Szezon  | Bajnok            | Második helyezett | Harmadik helyezett |  |
| ------- | ----------------- | ----------------- | ------------------ |  |
| 1990    | Santos Georgetown |                   |                    |  |
| 1991    | Santos Georgetown |                   |                    |  |
| 1992    | Bakewell Top XX   |                   |                    |  |
| 1993    | Elmaradt          | Elmaradt          | Elmaradt           |  |
| 1994    | Western Tigers    |                   |                    |  |
| 1995    | Milerock          |                   |                    |  |
| 1996    | Omai Gold Seekers |                   |                    |  |
| 1997    | Bakewell Top XX   |                   |                    |  |
| 1998–99 | Santos Georgetown |                   |                    |  |
| 1999–00 | Elmaradt          | Elmaradt          | Elmaradt           |  |
| 2000–01 | Fruta Conquerors  |                   |                    |  |
| 2002-08 | Elmaradt          | Elmaradt          | Elmaradt           |  |
| 2009    | Alpha United      | Defence Force     | Camptown           |  |
| 2010    | Alpha United      | Milerock          | Defence Force      |  |
| 2012    | Alpha United      | Western Tigers    | Amelia's Ward      |  |
| 2012–13 | Alpha United      | Pele              | Western Tigers     |  |
| 2013–14 | Alpha United      | Defence Force     | Western Tigers     |  |
| 2014–15 | Elmaradt          | Elmaradt          | Elmaradt           |  |
| 2015–16 | Slingerz          | Pele              | Alpha United       |  |
| 2016–17 | Defence Force     | Fruta Conquerors  | Victoria Kings     |  |

### Bajnoki címek eloszlása
5 bajnoki cím
- Alpha United

3  bajnoki cím
- Santos Georgetown

2 bajnoki cím
- Bakewell Topp XX

1 bajnoki cím
- Fruta Conquerors
- Defence Force
- Milerock
- Omai Gold Seekers
- Slingerz
- Western Tigers